# Kamen Dol
Kamen Dol (en macédonien Камен Дол) est un village du centre de la Macédoine du Nord, situé dans la municipalité de Rosoman. Le village comptait 91 habitants en 2002.

## Démographie
Lors du recensement de 2002, le village comptait :
- Macédoniens : 91